# Lexemvariation
Als Lexemvariation bezeichnet man in der Sprachwissenschaft die Ersetzung von Lexemen durch andere mit gleicher Referenz. 
Die Lexemvariation ist ein wesentliches Kriterium der Textlinguistik für die Einheit eines Textes. Mit ihrer Hilfe wird der Zusammenhang zwischen den Sätzen des Textes (Kohärenz) deutlich. Bei größeren Abständen zwischen den betreffenden Sätzen ist auch eine einfache Wiederholung von Lexemen (Lexemrekurrenz) möglich. Beide Verfahren sind an dem Aufbau von Isotopien beteiligt. Brinker (2001: 27ff.) behandelt diese Fälle unter dem Stichwort „explizite Wiederaufnahme.“